# Titularbistum Clysma
Clysma  (ital.: Clisma) ist ein Titularbistum der römisch-katholischen Kirche.
Es geht zurück auf ein früheres Bistum der antiken Stadt Klysma beim heutigen Sues in Oberägypten. Das Bistum gehörte der Kirchenprovinz Leontopolis an.
| Titularbischöfe von Clysma |                                         |                                                                   |                   |                |
| Nr.                        | Name                                    | Amt                                                               | von               | bis            |
| 1                          | Pio Gallizia B                          | Apostolischer Vikar von Ava und Pegù (Königreich Taungoo)         | 25. Januar 1741   |                |
| 2                          | Paul-Jules-Narcisse Rémond              | Inspekteur der Armée française du Rhin (Frankreich)               | 9. April 1921     | 20. Mai 1930   |
| 3                          | Albert-Pierre Falière MEP               | Apostolischer Vikar von Nordburma (Britisch-Burma)                | 25. Juni 1930     | 1. Januar 1955 |
| 4                          | Teofilo Camomot Bastida                 | Weihbischof in Jaro (Philippinen)                                 | 23. März 1955     | 10. Juni 1958  |
| 5                          | Joannes Antonius Eduardus van Dodewaard | Koadjutorbischof von Haarlem (Niederlande)                        | 1. Juli 1958      | 27. Juni 1960  |
| 6                          | Władysław Jędruszuk                     | Weihbischof, Apostolischer Administrator von Pinsk (Weißrussland) | 19. November 1962 | 5. Juni 1991   |